# Clossiana nephele
Clossiana nephele är en fjärilsart som beskrevs av Herrich-Schäffer 1847-1850. Clossiana nephele ingår i släktet Clossiana och familjen praktfjärilar. Inga underarter finns listade i Catalogue of Life.